# McLaughlin (Familienname)
McLaughlin ist ein englischer Familienname.

## Namensträger
- Alden M. McLaughlin, Jr. (* 1961), britischer Premierminister der Cayman Islands
- Amber McLaughlin (1973–2023), erste in den USA hingerichtete transsexuelle Person
- Andrew C. McLaughlin (1861–1947), US-amerikanischer Historiker
- Ann McLaughlin Korologos (1941–2023), US-amerikanische Politikerin und Managerin
- Anne McLaughlin (* 1966), schottische Politikerin und Mitglied der Scottish National Party (SNP)
- Anneisha McLaughlin-Whilby (* 1986), jamaikanische Leichtathletin
- Audrey McLaughlin (* 1936), kanadische Politikerin
- Barry McLaughlin (* 1973), schottischer Fußballspieler
- Bernard Joseph McLaughlin (1912–2015), US-amerikanischer katholischer Bischof
- Bill McLaughlin († 2014), US-amerikanischer Journalist
- Brian McLaughlin (Fußballspieler, 1954) (1954–2009), schottischer Fußballspieler
- Brian McLaughlin (Fußballspieler, 1974) (* 1974), schottischer Fußballspieler
- Brian McLaughlin (Skirennläufer) (* 1993), US-amerikanischer Skirennläufer
- Brianne McLaughlin (* 1987), US-amerikanische Eishockeytorhüterin
- Caleb McLaughlin (* 2001), US-amerikanischer Schauspieler
- Casey McLauglin (* 1996), Fußballspieler der Cayman Islands
- Charles B. McLaughlin (1884–1947), US-amerikanischer Jurist und Richter
- Charles Borromeo McLaughlin (1913–1978), US-amerikanischer Geistlicher, Bischof von Saint Petersburg
- Charles C. McLaughlin (1929–2005), US-amerikanischer Landschaftsarchitekt
- Charles F. McLaughlin (1887–1976), US-amerikanischer Politiker
- Charles J. McLaughlin (1890–??), US-amerikanischer Jurist und Richter
- Conor McLaughlin (* 1991), nordirischer Fußballspieler
- Dean McLaughlin (* 1931), US-amerikanischer Science-Fiction-Autor
- Dean Benjamin McLaughlin (1901–1965), US-amerikanischer Astronom
- Donal McLaughlin (1907–2009), US-amerikanischer Architekt und Designer
- Dylan McLaughlin (Schauspieler) (* 1993), US-amerikanischer Schauspieler
- Dylan McLaughlin (Eishockeyspieler) (* 1995), US-amerikanischer Eishockeyspieler
- Eddie McLaughlin (* 1952), schottischer Snookerspieler
- Edward McLaughlin (1921–2005), US-amerikanischer Politiker
- Elizabeth McLaughlin (* 1993), US-amerikanische Schauspielerin
- Emily McLaughlin (1928–1991), US-amerikanische Schauspielerin
- Erin McLaughlin (* 2003), irische Fußballspielerin
- Frances McLaughlin-Gill (1919–2014), amerikanische Fotografin
- Frank McLaughlin (* 1960), kanadischer Segler
- Frederic McLaughlin (1877–1944), US-amerikanischer Geschäftsmann, Militär und Eishockeyfunktionär
- Gail McLaughlin, amerikanische Nuklear-Astrophysikerin
- Gerry McLaughlin (* 1952), irischer Rugby-Union-Spieler
- Gibb McLaughlin (1884–1960), britischer Schauspieler
- Isabel McLaughlin (1903–2002), kanadische Malerin, Mäzenin und Philanthropin
- Jack McLaughlin (* 1959), nordirischer Snookerspieler
- Jack E. McLaughlin (1923–2001), US-amerikanischer Mathematiker
- Jake McLaughlin (* 1982), US-amerikanischer Schauspieler
- James McLaughlin (1842–1923), US-amerikanischer Indianeragent und Agent des Bureau of Indian Affairs (BIA)
- James C. McLaughlin (1858–1932), US-amerikanischer Politiker
- James K. McLaughlin (* um 1961), pensionierter Generalleutnant der US Air Force
- Jeffrey McLaughlin (* 1965), US-amerikanischer Ruderer
- John McLaughlin (Bischof) († 1864), irischer Geistlicher
- John McLaughlin (Politiker) (1849–1911), kanadischer Politiker
- John McLaughlin (Maler) (1898–1976), US-amerikanischer Maler
- John McLaughlin (Moderator) (1927–2016), US-amerikanischer Moderator
- John McLaughlin (Fußballspieler, 1936) (* 1936), schottischer Fußballspieler
- John McLaughlin (Musiker) (* 1942), britischer Gitarrist
- John McLaughlin (Fußballspieler, 1948) (* 1948), schottischer Fußballspieler
- John McLaughlin (Fußballspieler, 1952) (* 1952), englischer Fußballspieler
- John McLaughlin (Fußballspieler, 1954) (* 1954), englischer Fußballspieler
- John McLaughlin (1956–1990), US-amerikanischer Sänger und Performancekünstler, siehe John Sex
- John E. McLaughlin (* 1942), US-amerikanischer Regierungsbeamter
- John D. McLaughlin (* 1945), kanadischer Ingenieurwissenschaftler und Hochschullehrer
- John J. McLaughlin, US-amerikanischer Drehbuchautor
- Jon McLaughlin (Musiker) (* 1982), US-amerikanischer Sänger, Songwriter, Produzent und Pianist
- Jon McLaughlin (Fußballspieler) (* 1987), schottischer Fußballtorwart
- Joseph McLaughlin (1867–1926), US-amerikanischer Politiker
- Joseph R. McLaughlin (1851–1932), US-amerikanischer Politiker
- Katie McLaughlin (* 1997), US-amerikanische Schwimmerin
- Lee McLaughlin (1936–2007), US-amerikanischer Schauspieler
- Leon McLaughlin (* 1925), US-amerikanischer Footballspieler
- Madison McLaughlin (* 1995), US-amerikanische Schauspielerin
- Marie McLaughlin (* 1954), schottische Sopranistin
- Mary Louise McLaughlin (1847–1939), US-amerikanische Keramikerin
- Melvin O. McLaughlin (1876–1928), US-amerikanischer Politiker
- Mick McLaughlin (1943–2015), walisischer Fußballspieler
- Morgan McLaughlin (* 1980), kanadische Basketballspielerin
- Paul McLaughlin (* 1979), irischer Fußballschiedsrichter
- Peter McLaughlin (* 1951), US-amerikanischer Professor für Philosophie und Wissenschaftsgeschichtler
- Robert E. McLaughlin (1907–1978), US-amerikanischer Politiker
- Sara McLaughlin Mitchell (* 1969), US-amerikanische Politikwissenschaftlerin und Hochschullehrerin
- Sarah Grace McLaughlin (* 1992), britische Musikerin, siehe Bishop Briggs
- Scott McLaughlin, siehe Amber McLaughlin (um 1973–2023), erste in den USA hingerichtete transsexuelle Person
- Scott McLaughlin (* 1993), neuseeländischer Autorennfahrer
- Stephen McLaughlin (* 1990), irischer Fußballspieler
- Sydney McLaughlin-Levrone (* 1999), US-amerikanische Leichtathletin
- Terry McLaughlin (* 1956), kanadischer Segler
- William McLaughlin (Boxer), irischer Boxer
- William F. McLaughlin, US-amerikanischer Politiker (Republikaner)
- William L. McLaughlin (1928–2005), US-amerikanischer Physiker